# Димитър Иванов (вентролог)
Димитър Иванов – Капитана е български вентролог, стендъп комик, актьор и драматург.

## Биография

### Образование и младежки години
Роден е на 22 юни 1985 г. в Димитровград, в семейство на лекари. Завършва средното си образование в Езиковата гимназия „Иван Богоров“ в родния си град. След това продължава образованието си в София и завършва НАТФИЗ със специалност „Актьорско майсторство за куклен театър“ в класа на проф. Жени Пашова и доц. Петър Пашов през 2008 г.

### Кариера
Професионалното му развитие продължава с авторската пиеса „Разкази от бъчвата“ (2010) – реж. Димитър Стефанов, с която успява да спечели наградата за главна мъжка роля на Международния куклено-театрален фестивал за възрастни „Пиеро“ (2011). От 2012 г. е щатен актьор в трупата на Столичния куклен театър. Някои от по-значимите представления, в които е участвал, са „Бурята“ по Уилям Шекспир – реж. Катя Петрова (спектакълът е отличен с награда „Икар“), „Жокер“ – реж. Петринел Гочев, „Красавицата и Звяра“ – реж. Елица Петкова, както и редица други спектакли за най-малките зрители.
През 2019 г. се явява в кастинга за актьори в „Шоуто на Слави“ с хумористичен скеч с куклата Бай Тъньо. Със своето представяне успява да привлече вниманието на журито и получава предложение от Слави Трифонов, в което водещият на шоуто се ангажира да плати изцяло разноските по обучението на Димитър по вентрилоквизъм в чужбина. По време на обучението си Капитана получава теоретично и практическо съдействие от някои от най-добрите американски и словашки вентролози, които му помагат в усвояването на техниката на говорене, без да мърда устните си.
Още същата година Капитана и куклата му Бай Тъньо тръгват на турне с първото си съвместно стендъп шоу „Беше ми 100лично“, което посещава 20 български града. През 2020 г. той подготвя ново шоу „Образцов дом“, с което затвърждава позициите си в стендъп комедията и прави второ национално турне, в което са включени 24 града, а в шоуто се появява нова кукла – Истерия Петрова, образ, олицетворяващ българския държавен служител. Сериозен тласък за успеха на шоутата му оказват социалните мрежи, в които Капитана и Бай Тъньо набират голяма популярност.
През 2021 участва в първите национални награди за стендъп комедия в България „Златен микрофон“, на които печели наградата на публиката и остава на почетната стълбичка в другите 2 категории – награда на гилдията и награда на журито.

## Театрални роли
- Бурята
- Разкази от Бъчвата
- Жокер
- Красавицата и Звяра

## Филмография
- Братя (сериал) (2020 – 2022) – Владо Желязото
- Лили Рибката (2017) – Дзага
- Заедно без теб (2019) – Виктор Пелов
- Тревожност (2024) – пациент